# NGC 493
NGC 493 (другие обозначения — UGC 914, MCG 0-4-99, ZWG 385.84, UM 318, IRAS01195+0041, PGC 4979) — спиральная галактика с перемычкой (SBc) в созвездии Кита. Открыта Уильямом Гершелем в 1786 году, описывается Дрейером как «очень тусклый, крупный объект, вытянутый в направлении 60°, с немного более яркой серединой».
В NGC 493 наблюдались сверхновые SN 1971S и SN 2016hgm второго типа.
Этот объект входит в число перечисленных в оригинальной редакции «Нового общего каталога».
Объект представляет собой сильно наклонённую многорукавную спиральную галактику с несколько более яркой центральной областью. На фотографиях видны клочковатые спиральные рукава с хорошо выделяющимися пылевыми скоплениями и полосами. При визуальном наблюдении в любительский телескоп среднего диаметра галактика выглядит слегка тусклой, сравнительно большой по размеру и растянутой, большая ось ориентирована с северо-востока на юго-запад. Она слегка ярче к центру вдоль главной оси, с зернистой текстурой по всей оболочке, её края плавно переходят в небесный фон. Радиальная скорость: 2403 км/с. Расстояние: 107 млн световых лет. Диаметр: 106 тыс. световых лет.